# Un amore ad Auschwitz
Un amore ad Auschwitz è un romanzo del 2016 della scrittrice italiana Francesca Paci.

## Trama
Viene narrata la storia di un uomo, Edek Galinski, prigioniero politico nel campo di concentramento nazista di Auschwitz, e di una donna, Mala Zimetbaum, ebrea, deportata allo stesso campo. Protagonista della storia è l'amore che lega i due prigionieri e che li porterà ad un tentativo di fuga dal campo, con il desiderio di raccontare al mondo esterno quello che i nazisti compiono al di là delle mura dei campi; tentativo di fuga inizialmente riuscito, ma interrotto dopo poco più di due settimane dalla nuova cattura.
Ricondotti al campo, i due giovani amanti saranno condannati all'impiccagione (com'era previsto per i fuggitivi catturati).